# Ehretia kaessneri
Ehretia kaessneri là loài thực vật có hoa trong họ Ehretiaceae. Loài này được Vaupel mô tả khoa học đầu tiên năm 1912.